# Nordpazifikwirbel

Die großen Meeresdriftströme der Erde (Strömungsrichtung: blau = kalt, rot = warm)

Der Nordpazifikwirbel (engl. North pacific gyre) ist ein Meeresdriftstrom in den nördlichen Subtropen des Pazifischen Ozeans zwischen Passat- und Westwindzone. Der sich im Uhrzeigersinn drehende Wirbel ist einer der fünf größten seiner Art auf der Erde. Zusammen mit dem kleineren subpolaren Wirbel bedeckt er den Pazifik der Nordhalbkugel. Im Osten wird er gebildet durch den Kalifornienstrom, im Süden durch den Nordäquatorialstrom, im Westen durch den Kuroshio-Strom und im Norden durch den Nordpazifikstrom.
Aufgrund großer Ansammlungen von Plastikmüll innerhalb des Wirbels wird der Nordpazifikwirbel immer wieder als Beispiel für die Verschmutzung der Meere durch den Menschen genannt und hat den Beinamen Great Pacific Garbage Patch (Großer Pazifikmüllfleck). Er kann in der Nähe des Midway-Atolls gut beobachtet werden, der Zugang zum Atoll ist allerdings schwierig, da es ein Wildreservat ist.
Der Nordpazifikstrudel umfasst eine Fläche von rund 1,6 Millionen km². In ihm wurden zwischen 79.000 und 129.000 Tonnen Plastikmüll angesammelt.
Laut deutschem Umweltbundesamt befanden sich 2013 100 bis 150 Mio. Tonnen Abfälle in den Meeren, 60 % davon aus Plastik. Das entspricht zwischen 60 und 90 Millionen Tonnen Plastikmüll, wovon im Nordpazifikwirbel maximal 0,14 % angesammelt wurden.